# Ligne 1 du métro de Nankin
La ligne 1 du métro de Nankin(chinois traditionnel : 南京地鐵一號線 ; chinois simplifié : 南京地铁一号线)  est la  1er  ligne du métro de Nankin. C'est une ligne nord-sud qui relie le centre ville de Nankin avec le district de Jiangning au sud, elle est inaugurée le 3 septembre 2005. De Baguazhou pont du Yangtsé-Sud à Université pharmaceutique de Chine, la ligne comporte 32 stations et 45,44 km en longueur.

## Histoire
| Section            | Section                            | Date d'ouverture | Longueur km      | Stations |
| ------------------ | ---------------------------------- | ---------------- | ---------------- | -------- |
| Maigaoqiao         | Andemen                            | 27 août 2005     | 21.72            | 12       |
| Andemen            | Xiaohang                           | 27 août 2005     | 2.1              | 1        |
| Xiaohang           | Stade du Centre sportif olympique  | 3 septembre 2005 | 4.6              | 3        |
| Andemen            | Université pharmaceutique de Chine | 28 mai 2010      | 25.08            | 14       |
| Gare de Nankin-Sud | Gare de Nankin-Sud                 | 28 juin 2011     | station addition | 1        |
| Andemen            | Stade du Centre sportif olympique  | 1er juillet 2014 | -6.7*            | -4       |
| Maigaoqiao         | Baguazhou pont du Yangtsé-Sud      | 28 décembre 2022 |                  | 5        |

*: Cette section a fusionné à la ligne 10 depuis juillet 2014.

## Stations
| Services                       | Nom de station                     | Nom de station       | Nom de station                                                               | Connexions                              | Positionne à |
| Services                       | Français                           | Chinois              | Anglais                                                                      | Connexions                              | Positionne à |
| ------------------------------ | ---------------------------------- | -------------------- | ---------------------------------------------------------------------------- | --------------------------------------- | ------------ |
| Prolongement Nord (en service) |                                    |                      |                                                                              |                                         |              |
| 1-1                            | Baguazhou pont du Yangtsé-Sud      | 八卦洲大橋南         | Baguazhoudaqiaonan (Baguazhou Bridge South)                                  |                                         |              |
| 1-2                            | Montagne Badou                     | 笆斗山               | Badoushan (Badou Mountain)                                                   |                                         |              |
| 1-3                            | Yanziji                            | 燕子磯               | Yanziji                                                                      |                                         |              |
| 1-4                            | Jixiang'an                         | 吉祥庵               | Jixiang'an                                                                   |                                         |              |
| 1-5                            | Xiaozhuang                         | 曉莊                 | Xiaozhuang                                                                   | Ligne7                                  |              |
| Voie mère (en service)         |                                    |                      |                                                                              |                                         |              |
| 1-6                            | Maigaoqiao                         | 邁臯橋               | Maigaoqiao (Maigao Bridge)                                                   |                                         |              |
| 1-7                            | Zoo Hongshan                       | 紅山動物園           | Hongshan Zoo                                                                 |                                         |              |
| 1-8                            | Gare de Nankin                     | 南京站               | Nanjing Railway Station                                                      | Ligne3・Ligne9                          |              |
| 1-9                            | Xinmofanmalu                       | 新模範馬路           | Xinmofanmalu (Xinmofan Road)                                                 |                                         |              |
| 1-10                           | Xuanwumen                          | 玄武門               | Xuanwumen                                                                    |                                         |              |
| 1-11                           | Gulou                              | 鼓樓                 | Gulou                                                                        | Ligne4                                  |              |
| 1-12                           | Rue Zhujiang                       | 珠江路               | Zhujianglu (Zhujiang Road)                                                   | Ligne13                                 |              |
| 1-13                           | Xinjiekou                          | 新街口               | Xinjiekou                                                                    | Ligne2                                  |              |
| 1-14                           | Zhangfuyuan                        | 張府園               | Zhangfuyuan                                                                  |                                         |              |
| 1-15                           | Rue Sanshan                        | 三山街               | Sanshanjie (Sanshan Street)                                                  | Ligne5                                  |              |
| 1-16                           | Zhonghuamen                        | 中華門               | Zhonghuamen                                                                  | Ligne8・LigneS2                         |              |
| 1-17                           | Andemen                            | 安德門               | Andemen                                                                      | Ligne10                                 |              |
| Prolongement Sud (en service)  |                                    |                      |                                                                              |                                         |              |
| 1-18                           | Temple Tianlong                    | 天隆寺               | Tianlongsi (Tianlong Temple)                                                 |                                         |              |
| 1-19                           | Boulevard Ruanjian                 | 軟件大道             | Ruanjian Dadao (Ruanjian Avenue)                                             |                                         |              |
| 1-20                           | Temple Huashen                     | 花神廟               | Huashenmiao (Huashen Temple)                                                 |                                         |              |
| 1-21                           | Gare de Nankin-Sud                 | 南京南站             | Nanjing South Raiway Station                                                 | Ligne3・Ligne6 Ligne18・LigneS1 LigneS3 |              |
| 1-22                           | Boulevard Shuanglong               | 雙龍大道             | Shuanglong Dadao (Shuanglong Avenue)                                         |                                         |              |
| 1-23                           | Hedingqiao                         | 河定橋               | Hedingqiao (Heding Bridge)                                                   |                                         |              |
| 1-24                           | Rue Shengtai                       | 勝太路               | Shengtailu (Shengtai Road)                                                   | Ligne12                                 |              |
| 1-25                           | Lac Baijia                         | 百家湖               | Baijiahu (Baijia Lake)                                                       |                                         |              |
| 1-26                           | Xiaolongwan                        | 小龍灣               | Xiaolongwan                                                                  |                                         |              |
| 1-27                           | Rue Zhushan                        | 竹山路               | Zhushanlu (Zhushan Road)                                                     | Ligne5                                  |              |
| 1-28                           | Boulevard Tianyin                  | 天印大道             | Tianyin Dadao (Tianyin Avenue)                                               |                                         |              |
| 1-29                           | Boulevard Longmian                 | 龍眠大道             | Longmian Dadao (Longmian Avenue)                                             |                                         |              |
| 1-30                           | UMN·IETTJ                          | 南醫大・江蘇經貿學院 | Nanjing Medical University / JiangsuInstitute of Economic & Trade Technology |                                         |              |
| 1-31                           | ICNJ                               | 南京交院             | Nanjing Communications Institute of Technology                               |                                         |              |
| 1-32                           | Université pharmaceutique de Chine | 中國藥科大學         | China Pharmaceutical University                                              |                                         |              |